# Попов, Евгений Аркадьевич
Женя Попов (17 января 1929, Майкоп, Северо-Кавказский край — 17 января 1943, Майкоп, Краснодарский край) — пионер-герой. Во время Великой Отечественной войны — связной в партизанском отряде. Женя Попов родился 17 января 1929 года в Майкопе. Казнён 17 января 1943 года.

## Биография
Женя Попов родился в городе Майкопе. В честь появления сына на свет отец Жени посадил около дома несколько пирамидальных тополей. До́ма, в котором жили Поповы по улице Краснооктябрьской, уже давно нет. На его месте расположен Дом культуры «Дружба».
В мае 1941 года Женя окончил пять классов школы № 8. После окончания семилетки подросток мечтал поступить в механический техникум. Вместе с отцом мальчик мастерил столы, стулья, собрал радиоприёмник. Он увлекался авиамоделизмом, коллекционировал открытки, очень любил читать.  Был обычным подростком – жизнерадостным, открытым и очень отзывчивым.
Когда началась Великая Отечественная война, Попову шел 13-й год. В июне 1941 года он окончил пять классов. Через два года после окончания семилетки он мечтал поступить в механический техникум, но этому помешала война.
Когда началась Великая Отечественная война, Женин отец Аркадий Попов ушёл на фронт. Женя остался дома с мамой. 12 августа 1942 года фашисты оккупировали Майкоп.
Подросток видел, во что превратили родную школу фашисты: разбили ограду, разрушили вход, разгромили библиотеку, классы превратили в конюшни.
Вскоре мама Жени, Мария Степановна, стала замечать, что сын всё чаще о чём-то совещается с товарищами в подвале. При появлении матери мальчики что-то тщательно прятали.
Немецкие оккупанты заняли Майкоп. Попов вместе с друзьями стал писать листовки, в которых был призыв сопротивляться оккупации, и расклеивал их на заборах.
В листовках они призывали сопротивляться врагу. Женя часто думал, чем ещё можно помочь советским бойцам. И решил вместе с друзьями уничтожить гитлеровскую связь. Днём подростки выясняли, где проложен фашистский кабель, а ночью перерезали провода.
19 декабря 1942 года Женя сказал матери, что скоро придёт, и вышел из дома. Вместе с двумя товарищами он направился к огромным катушкам с проводами, соединявшим станицу Белореченскую с канцелярией гестапо. Лёг возле них, достал кусачки. Провод оказался прочным. Подросток прилагал всю свою силу, но дело двигалось туго. Но вот, наконец, провод показал два конца. Женя встал, положил кусачки в карман и, взяв один конец провода, понёс его в сторону, чтобы гитлеровцам было труднее восстановить связь.
Затаиться Женя уже не успел. Его выследил немецкий патруль. Школьника схватили, обнаружили у него кусачки. Мальчика заключили в камеру № 17. На допросах фашисты добивались, чтобы Женя рассказал о связях с партизанами. Но мальчик твердил, что всё делал он один.
Соседи, видевшие, как схватили Женю, сообщили о случившемся Марии Степановне.  Мать побежала к гестапо и тоже была задержана. На допросе фашисты требовали назвать имена пособников сына. Но женщине нечего было сказать – Мария Степановна действительно ничего не знала. В тюрьме она увидела сына. Женя бросился к ней, но гитлеровец отбросил мальчика. Женя только успел сказать: «Не трогайте маму, я один. Я сам всё делал. Крепись, мамочка!»
Через несколько дней Марию Степановну выпустили. Она долго пыталась выяснить, что случилось с Женей и не получала ответа. Только после освобождения Майкопа она узнала страшную правду.
17 января 1943 года, в день, когда Жене исполнилось четырнадцать лет, два автоматчика усадили его в крытую машину, вывезли за город и расстреляли. Женя знал, что его ждёт. Проходя по тюремному коридору, он громко крикнул, чтобы его услышали арестованные: «Да здравствует моя Родина!».
После изгнания фашистов из Майкопа старшая пионервожатая школы № 8 Валентина Дрогобова добилась присвоения НСШ № 8 имени Жени Попова. Школа носила имя героя-антифашиста с 1943 года, но в связи с изменением статуса учреждения оно было утрачено. Официально вернуть и закрепить имя Жени Попова лицею № 8 помог проект Общероссийского народного фронта «Имя героя — школе». Евгений Попов похоронен в братской могиле на воинском кладбище г. Майкопа.

## Память

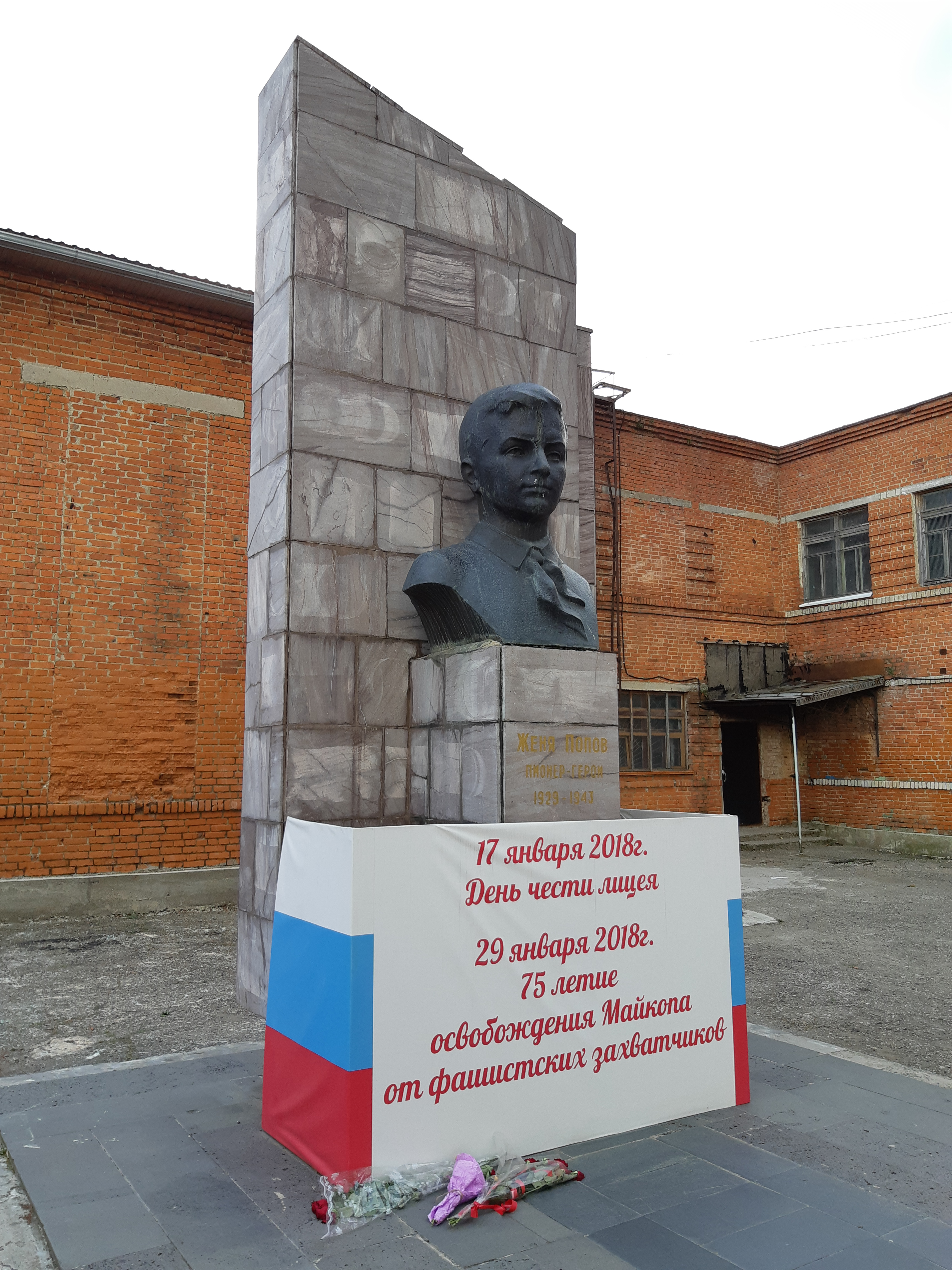
Бюст Ж. Попова: улица Гоголя, 112 (МБОУ Лицей № 8), Майкоп, Адыгея

- В лицее № 8 установлен Бюст-памятник
- В городе Майкопе есть школа имени Героя-пионера. В «Адыгейской правде» от 29 октября 1943 года было опубликовано решение исполкома Майкопского городского совета о присвоении школе № 8, где учился юный герой, его имени.
- Начиная с 1945-го каждый год 17 января в школе (ныне — лицее № 8) торжественно отмечается День чести школы.
- Кубанский поэт Иван Беляков сочинил поэму «Примите меня в отряд!», посвящённую юному герою.
- В городе Майкопе есть улица - Имени Жени Попова.
- В 1973 году, в честь 30-летия подвига Жени Попова, Ростовская студия кинохроники сняла сюжет о школе № 8 для киножурнала «По Дону и Кубани»[2].